# Bränseln
Bränseln är ett naturreservat i Luleå kommun i Norrbottens län.
Området är naturskyddat sedan 2016 och är 1 kvadratkilometer stort. Reservatet omfattar två områden på Fällberget, det västra med västbranter och det östra med mindre våtmarker. Reservatet består av rikkärr och äldre barrskog.